# Єлшиця
Єлши́ця (болг. Елшица) — село в Пазарджицькій області Болгарії. Входить до складу общини Панагюриште.

## Населення
За даними перепису населення 2011 року у селі проживали 747 осіб.
Національний склад населення села:
| Національність   | Кількість осіб | Відсоток |
| ---------------- | -------------- | -------- |
| болгари          | 710            | 96,1%    |
| цигани           | 27             | 3,7%     |
| турки            | 0              | 0%       |
| Всього відповіли | 739            |          |

Розподіл населення за віком у 2011 році:
Динаміка населення: